# Neutrodiaptomus formosus
Neutrodiaptomus formosus је животињска врста класе Crustacea која припада реду Calanoida и фамилији Diaptomidae. 

## Угроженост
Подаци о распрострањености ове врсте су недовољни.

## Распрострањење
Јапан је једино познато природно станиште врсте.

## Станиште
Станиште врсте су слатководна подручја.